# Siêu cúp bóng đá châu Âu
Siêu cúp bóng đá châu Âu (UEFA Super Cup) là trận đấu bóng đá siêu cúp thường niên do UEFA tổ chức giữa hai đội vô địch của hai giải đấu cấp câu lạc bộ châu Âu chính, UEFA Champions League và UEFA Europa League. Tên chính thức ban đầu của giải đấu là Super Competition, và sau đó là European Super Cup. Giải được đổi tên thành UEFA Super Cup vào năm 1995, sau khi UEFA có chính sách thay đổi thương hiệu. Giải không được công nhận là một trong những giải đấu lớn của UEFA.
Từ năm 1972 đến năm 1999, Siêu cúp bóng đá châu Âu là trận đấu giữa nhà vô địch Cúp C1 châu Âu/UEFA Champions League và nhà vô địch UEFA Cup Winners' Cup. Sau khi UEFA Cup Winners' Cup bị hủy bỏ, trận đấu được diễn ra giữa nhà vô địch UEFA Champions League và nhà vô địch Cúp UEFA, sau này được đổi tên thành UEFA Europa League vào năm 2009.
Đội đương kim vô địch là nhà vô địch Champions League Paris Saint-Germain, đội đã đánh bại nhà vô địch Europa League Tottenham Hotspur với tỷ số 4–3 trên loạt sút luân lưu, sau khi hai đội hoà 2–2 trong 90 phút thi đấu chính thức vào năm 2025.
Real Madrid hiện là đội thành công nhất của giải đấu khi đã giành được chức vô địch sáu lần.

## Lịch sử
| Chú giải: Được xác định là vô địch UEFA Champions League (Cúp C1 châu Âu) Được xác định là vô địch UEFA Cup Winners' Cup (Cúp C2 châu Âu) Được xác định là vô địch UEFA Europa League (Cúp C3 châu Âu) Viết tắt: UCL = Cúp C1 châu Âu / UEFA Champions League UCWC = Cúp C2 châu Âu / UEFA Cup Winners' Cup UEL = Cúp C3 châu Âu / UEFA Cup / UEFA Europa League |                                                        |                                                        |  |
| Mùa giải | Nhà vô địch (giữa những người chiến thắng UCL và UCWC) | Nhà vô địch (giữa những người chiến thắng UCL và UCWC) |  |
| 1973 | Ajax                                                   |                                                        |  |
| 1974 | Không tổ chức                                          |                                                        |  |
| 1975 | Dynamo Kyiv                                            |                                                        |  |
| 1976 | Anderlecht                                             |                                                        |  |
| 1977 | Liverpool                                              |                                                        |  |
| 1978 | Anderlecht (2)                                         |                                                        |  |
| 1979 | Nottingham Forest                                      |                                                        |  |
| 1980 | Valencia                                               |                                                        |  |
| 1981 | Không tổ chức                                          |                                                        |  |
| 1982 | Aston Villa                                            |                                                        |  |
| 1983 | Aberdeen                                               |                                                        |  |
| 1984 | Juventus                                               |                                                        |  |
| 1985 | Không tổ chức                                          |                                                        |  |
| 1986 | Steaua București                                       |                                                        |  |
| 1987 | Porto                                                  |                                                        |  |
| 1988 | KV Mechelen                                            |                                                        |  |
| 1989 | AC Milan                                               |                                                        |  |
| 1990 | AC Milan (2)                                           |                                                        |  |
| 1991 | Manchester United                                      |                                                        |  |
| 1992 | Barcelona                                              |                                                        |  |
| 1993 | Parma                                                  |                                                        |  |
| 1994 | AC Milan (3)                                           |                                                        |  |
| 1995 | Ajax (2)                                               |                                                        |  |
| 1996 | Juventus (2)                                           |                                                        |  |
| 1997 | Barcelona (2)                                          |                                                        |  |
| 1998 | Chelsea                                                |                                                        |  |
| 1999 | Lazio                                                  |                                                        |  |
| Mùa giải | Nhà vô địch (giữa những người chiến thắng UCL và UEL)  | Nhà vô địch (giữa những người chiến thắng UCL và UEL)  |  |
| 2000 | Galatasaray                                            |                                                        |  |
| 2001 | Liverpool (2)                                          |                                                        |  |
| 2002 | Real Madrid                                            |                                                        |  |
| 2003 | AC Milan (4)                                           |                                                        |  |
| 2004 | Valencia (2)                                           |                                                        |  |
| 2005 | Liverpool (3)                                          |                                                        |  |
| 2006 | Sevilla                                                |                                                        |  |
| 2007 | AC Milan (5)                                           |                                                        |  |
| 2008 | Zenit Saint Petersburg                                 |                                                        |  |
| 2009 | Barcelona (3)                                          |                                                        |  |
| 2010 | Atlético Madrid                                        |                                                        |  |
| 2011 | Barcelona (4)                                          |                                                        |  |
| 2012 | Atlético Madrid (2)                                    |                                                        |  |
| 2013 | Bayern Munich                                          |                                                        |  |
| 2014 | Real Madrid (2)                                        |                                                        |  |
| 2015 | Barcelona (5)                                          |                                                        |  |
| 2016 | Real Madrid (3)                                        |                                                        |  |
| 2017 | Real Madrid (4)                                        |                                                        |  |
| 2018 | Atlético Madrid (3)                                    |                                                        |  |
| 2019 | Liverpool (4)                                          |                                                        |  |
| 2020 | Bayern Munich (2)                                      |                                                        |  |
| 2021 | Chelsea (2)                                            |                                                        |  |
| 2022 | Real Madrid (5)                                        |                                                        |  |
| 2023 | Manchester City                                        |                                                        |  |
| 2024 | Real Madrid (6)                                        |                                                        |  |
| 2025 | Paris Saint-Germain                                    |                                                        |  |

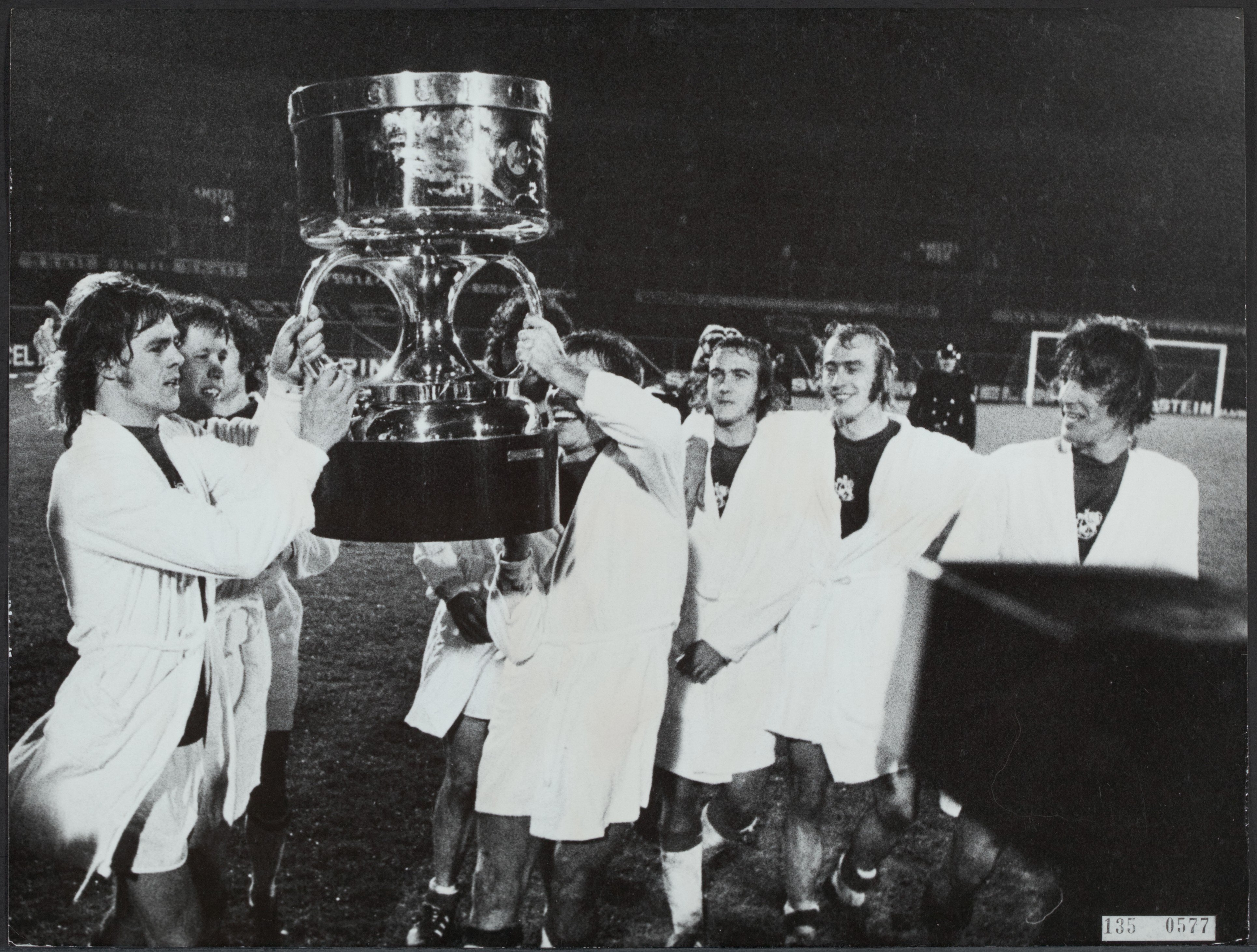
Cúp Siêu cúp châu Âu đầu tiên chính thức được giành bởi Ajax vào tháng 1 năm 1974.

Siêu cúp châu Âu được thành lập vào năm 1971 bởi Anton Witkamp, một phóng viên và biên tập viên thể thao của tờ báo Hà Lan "De Telegraaf". Ý tưởng này ra đời trong bối cảnh bóng đá Hà Lan đạt đến đỉnh cao ở châu Âu và các câu lạc bộ bóng đá Hà Lan, đặc biệt là Ajax, đang trải qua thời kỳ thành công. Witkamp muốn tạo ra một giải đấu mới để xác định đội bóng xuất sắc nhất châu Âu và đồng thời thử thách Ajax dưới sự lãnh đạo của siêu sao Johan Cruyff.
Ban đầu, ý tưởng là đội vô địch Cúp C1 châu Âu sẽ đối đầu với đội vô địch Cúp C2 châu Âu. Sau nhiều cuộc tranh luận và thử thách, một giải đấu chính thức được thiết lập. Tuy nhiên, khi Witkamp cố gắng nhận được sự chấp thuận chính thức từ Chủ tịch UEFA, ông đã bị từ chối.
Trận chung kết Siêu Cúp châu Âu năm 1972 giữa Ajax và Rangers của Scotland ban đầu không được UEFA công nhận là chính thức, do Rangers bị cấm tham gia các giải đấu châu Âu sau hành vi của các cổ động viên trong trận chung kết Cúp C2 châu Âu năm 1972. Do đó, UEFA từ chối công nhận giải đấu cho đến mùa giải tiếp theo. Trận đấu được tổ chức theo thể thức hai lượt và được tài trợ tài chính bởi tờ báo "De Telegraaf". Ajax đã vượt qua Rangers với tổng tỷ số 6–3 và giành chiến thắng trong Siêu Cúp châu Âu đầu tiên (mặc dù không chính thức).
Trận chung kết Siêu cúp châu Âu năm 1973, trong đó Ajax vượt qua Milan với tổng tỷ số 6–1, là Siêu cúp đầu tiên được công nhận chính thức và được UEFA hỗ trợ.
Mặc dù định dạng hai lượt đã được duy trì cho đến năm 1997, Siêu cúp được quyết định trong một trận đấu duy nhất do vấn đề lịch trình hoặc vấn đề chính trị trong các năm 1984, 1986 và 1991. Trong các năm 1974, 1981 và 1985, Siêu cúp không được tổ chức: giải đấu năm 1974 bị hủy bỏ vì Bayern Munich và Magdeburg không thể tìm thấy một ngày phù hợp cho cả hai đội, giải đấu năm 1981 bị hủy bỏ khi Liverpool không có thời gian để đối đầu với Dinamo Tbilisi, trong khi giải đấu năm 1985 bị hủy bỏ do lệnh cấm các câu lạc bộ Anh tham gia, ngăn Everton đối đầu với Juventus.
Trong mùa giải 1992–93, Cúp C1 châu Âu đã được đổi tên thành UEFA Champions League và người chiến thắng của giải đấu này sẽ đối đầu với người chiến thắng của Cúp C2 châu Âu trong Siêu cúp châu Âu. Trong mùa giải 1994–95, Cúp C2 châu Âu đã được đổi tên thành UEFA Cup Winners' Cup. Mùa giải tiếp theo, Siêu cúp cũng được đổi tên thành UEFA Super Cup.
Sau mùa giải 1998–99, Cúp C2 châu Âu đã bị UEFA chấm dứt. Siêu cúp năm 1999 là cuộc tranh đấu cuối cùng được tổ chức bởi người chiến thắng của Cúp C2 châu Âu. Lazio, nhà vô địch UEFA Cup Winners' Cup 1998-1999, đã đánh bại Manchester United, nhà vô địch UEFA Champions League 1998-1999, với tỷ số 1–0.
Kể từ đó, UEFA Super Cup được tranh đấu giữa những đội chiến thắng UEFA Champions League và những đội chiến thắng của UEFA Europa League. Super Cup năm 2000 là lần đầu tiên được tranh đấu giữa những đội chiến thắng của UEFA Cup. Galatasaray, đội chiến thắng UEFA Cup 1999–2000, đã đánh bại Real Madrid, đội chiến thắng UEFA Champions League 1999–2000, với tỷ số 2–1.
Trong mùa giải 2009–10, UEFA Cup được đổi tên thành UEFA Europa League và những đội chiến thắng trong giải này tiếp tục đối đầu với những đội chiến thắng UEFA Champions League tại UEFA Super Cup.
Năm 2013, Chelsea trở thành câu lạc bộ đầu tiên tham dự Super Cup với tư cách là nhà vô địch ba danh hiệu câu lạc bộ UEFA, sau khi giành được Cup Winners' Cup (1998), Champions League (2012) và Europa League (2013). Manchester United cũng chia sẻ niềm vinh dự này trong Super Cup năm 2017 sau chiến thắng Europa League của họ, sau khi đã giành Cup Winners' Cup vào năm 1991.
Sau 15 trận Super Cup liên tiếp được tổ chức tại Stade Louis II ở Monaco từ năm 1998 đến năm 2012, Super Cup hiện được tổ chức tại các sân vận động khác nhau (tương tự như các trận chung kết UEFA Champions League và Europa League). Điều này bắt đầu từ phiên bản Super Cup năm 2013, được tổ chức tại Eden Stadium ở Prague, Cộng hòa Séc.
Bắt đầu từ năm 2014, ngày diễn ra UEFA Super Cup đã được chuyển từ thứ Sáu cuối tháng Tám sang thứ Ba giữa tháng Tám, sau khi loại bỏ ngày giao hữu quốc tế vào tháng Tám trong Lịch thi đấu Trận đấu Quốc tế mới của FIFA.
Năm 2020, trận chung kết Super Cup ban đầu được lên kế hoạch diễn ra tại Estádio do Dragão ở Porto, Bồ Đào Nha, vào ngày 12 tháng 8 năm 2020. Tuy nhiên, sau khi dịch COVID-19 lan rộng ở châu Âu gây ra việc hoãn các trận chung kết câu lạc bộ mùa giải trước, Ủy ban Ban chấp hành UEFA quyết định trao trận chung kết Champions League đã được lên lịch lại cho Bồ Đào Nha, và hoãn trận đấu đến ngày 24 tháng 9 năm 2020 và diễn ra tại Puskás Aréna, Budapest.
Sau cuộc thảo luận với 55 hiệp hội thành viên vào ngày 19 tháng 8 năm 2020, Ủy ban Ban chấp hành UEFA đã quyết định vào ngày 25 tháng 8 năm 2020 sử dụng trận chung kết như một trận đấu thử nghiệm cho phép một số lượng khán giả giảm bớt, lên đến 30% sức chứa của sân vận động, và trận đấu này trở thành trận đấu chính thức UEFA đầu tiên có khán giả kể từ khi các giải đấu của họ được khôi phục vào tháng 8 năm 2020.

## Các địa điểm
Ban đầu, giải đấu được tổ chức dưới hình thức hai trận, mỗi trận diễn ra tại sân nhà của hai đội thi đấu, trừ khi có những trường hợp đặc biệt. Ví dụ, vào năm 1991, khi Red Star Belgrade không được phép thi đấu trận lượt về tại quê nhà Yugoslavia do cuộc chiến đang diễn ra vào thời điểm đó, thay vào đó, trận lượt về của Manchester United chỉ được diễn ra trên sân nhà của họ.
Từ năm 1998, Siêu cúp được tổ chức dưới hình thức một trận đấu duy nhất tại một địa điểm trung lập. Từ năm 1998 đến 2012, Siêu cúp được tổ chức tại Stade Louis II ở Monaco. Kể từ năm 2013, đã có sử dụng nhiều địa điểm khác nhau bao gồm:
- 2013: Eden Aréna, Praha, Cộng hòa Séc[15]
- 2014: Sân vận động Cardiff City, Cardiff, Xứ Wales[7]
- 2015: Boris Paichadze Dinamo Arena, Tbilisi, Georgia[7][16]
- 2016: Sân vận động Lerkendal, Trondheim, Na Uy[17]
- 2017: Sân vận động Quốc gia Philip II, Skopje, Macedonia[18]
- 2018: Sân vận động Lilleküla, Tallinn, Estonia[19]
- 2019: Vodafone Park, Istanbul, Thổ Nhĩ Kỳ
- 2020: Puskás Arena, Budapest, Hungary[10]
- 2021: Windsor Park, Belfast, Bắc Ireland[20]
- 2022: Sân vận động Olympic, Helsinki, Phần Lan
- 2023: Sân vận động Karaiskakis, Piraeus, Hy Lạp[21]
- 2024: Sân vận động Quốc gia, Warszawa, Ba Lan
- 2025: Sân vận động Friuli, Udine, Ý

## Vé
60% sức chứa của sân vận động được dành riêng cho các câu lạc bộ khách. Các ghế còn lại được UEFA bán thông qua đấu giá trực tuyến. Không giới hạn số lượng đơn đăng ký mua vé. Phí quản lý 5 euro được khấu trừ từ mỗi người đăng ký. Không có giới hạn số lượng đơn đăng ký mà mỗi cá nhân có thể thực hiện.

## Giải thưởng

### Chiếc cúp

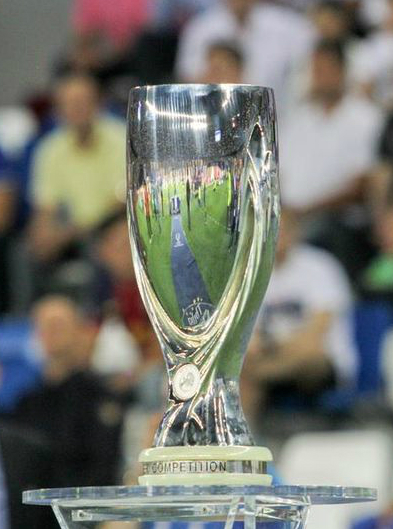
Cúp Siêu Cúp UEFA kể từ năm 2006

Cúp Siêu Cúp UEFA luôn được UEFA giữ trong suốt thời gian. Một bản sao cúp đầy đủ kích cỡ được trao cho câu lạc bộ chiến thắng. Đội vô địch nhận 40 huy chương vàng, còn đội á quân nhận 40 huy chương bạc.
Cúp Siêu Cúp đã trải qua nhiều sự thay đổi trong quá trình phát triển. Chiếc cúp đầu tiên được trao cho Ajax vào năm 1973. Năm 1977, chiếc cúp ban đầu đã được thay thế bằng một tấm bạc có biểu tượng UEFA mạ vàng. Năm 1987, chiếc cúp tiếp theo là chiếc cúp nhỏ nhất và nhẹ nhất trong tất cả các cúp câu lạc bộ châu Âu, nặng 5 kg (11 lb) và cao 42,5 cm (16,7 in). Chiếc cúp Cúp C1 châu Âu nặng 8 kg (18 lb), còn cúp Cúp C2 châu Âu nặng 15 kg (33 lb). Cúp mới được thiết kế và sản xuất tại ngôi nhà làm cúp Bertoni ở Milan. Phiên bản mới, lớn hơn so với cúp trước đó, đã được giới thiệu vào năm 2006, nặng 12,2 kg (27 lb) và cao 58 cm (23 in).
Cho đến năm 2008, đội bóng chiến thắng ba lần liên tiếp hoặc năm lần tổng cộng sẽ nhận một bản sao gốc của cúp và một dấu hiệu công nhận đặc biệt. Tuy nhiên, từ đó trở đi, UEFA giữ một mình chiếc cúp gốc. Milan, Barcelona và Real Madrid đều đã đạt được vinh dự này, với mỗi đội đạt được năm lần vô địch. Tuy nhiên, chỉ Milan là đội nhận được cúp chính thức vĩnh viễn vào năm 2007. Barcelona và Real Madrid đã giành chiếc cúp thứ năm của họ vào năm 2015 và 2022, tuy nhiên, từ khi đổi chính sách, không còn việc trao cúp chính thức cho đội vô địch năm thứ năm.

### Tiền thưởng
Số tiền thưởng của giải đấu có sự thay đổi theo từng năm, tuỳ thuộc vào cách UEFA phân bổ. Năm 2025, cả hai đội đều sẽ nhận được 4 triệu Euro cho việc tham dự trận đấu, trong khi đội thắng trận được thưởng thêm 1 triệu Euro nữa.

## Luật thi đấu
Hiện nay, quy định của Siêu Cúp UEFA là một trận đấu đơn, được tổ chức tại một sân vận động trung lập. Trận đấu sẽ bao gồm:
- Hai hiệp, mỗi hiệp 45 phút.
- Hai hiệp phụ, mỗi hiệp 15 phút nếu kết quả hoà (từ 2023, điều này bị loại bỏ[26]).
- Loạt sút luân lưu (nếu vẫn chưa tìm được đội thắng bằng hai phương thức trên).

Mỗi đội được chọn 23 cầu thủ, gồm 11 người xuất phát và 12 người dự bị.
- Trước 2023, mỗi đội được phép thay tối đa 3 cầu thủ (và thêm 1 nếu có hiệp phụ).
- Từ 2023 đến nay, mỗi đội có 3 lần thay người với tổng số cầu thủ có thể thay tối đa là 5.

Mỗi đội có thể mặc bộ trang phục chính lựa chọn. Nếu bộ trang phục của hai đội xung đột, đội vô địch UEFA Europa League năm trước sẽ phải mặc bộ màu sắc khác. Nếu một câu lạc bộ từ chối thi đấu hoặc không đủ điều kiện để thi đấu, họ sẽ được thay thế bởi đội á quân trong giải đấu mà họ đã đạt được vị trí. Nếu sân không đủ điều kiện để thi đấu do thời tiết xấu, trận đấu sẽ được hoãn và diễn ra vào ngày hôm sau.

## Nhà tài trợ
Các nhà tài trợ cho Siêu Cúp UEFA cũng chính là nhà tài trợ cho UEFA Champions League. Các nhà tài trợ chính hiện tại của giải đấu (theo mùa 2024-25) gồm:
- FedEx
- Qatar Airways
- Heineken
- Just Eat Takeaway
- MasterCard
- PepsiCo
  - Gatorade
  - Lay's
- Sony (PlayStation 5)
- Bet365
- Crypto.com

Adidas là nhà tài trợ phụ và cung cấp các quả bóng chính thức, còn Macron S.p.A cung cấp trang phục trọng tài. Các câu lạc bộ có thể mang áo có quảng cáo, ngay cả khi nhà tài trợ này xung đột với nhà tài trợ của Siêu Cúp. Chỉ có hai nhà tài trợ được phép trên mỗi áo, cộng với nhà sản xuất, được đặt ở vị trí ngực và tay áo trái. Được phép hiện diện trên áo đấu là các tổ chức phi lợi nhuận, có thể xuất hiện phía trước áo, kết hợp với nhà tài trợ chính hoặc phía sau, dưới số áo hoặc giữa tên cầu thủ và cổ áo.

## Kỷ lục

### Theo đội
| Đội bóng               | Vô địch | Á quân | Năm vô địch [A]                    | Năm á quân                         |
| ---------------------- | ------- | ------ | ---------------------------------- | ---------------------------------- |
| Real Madrid            | 6       | 3      | 2002, 2014, 2016, 2017, 2022, 2024 | 1998, 2000, 2018                   |
| Barcelona              | 5       | 4      | 1992, 1997, 2009, 2011, 2015       | 1979, 1982, 1989, 2006             |
| Milan                  | 5       | 2      | 1989, 1990, 1994, 2003, 2007       | 1973, 1993                         |
| Liverpool              | 4       | 2      | 1977, 2001, 2005, 2019             | 1978, 1984                         |
| Atlético Madrid        | 3       | 0      | 2010, 2012, 2018                   | –                                  |
| Bayern Munich          | 2       | 3      | 2013, 2020                         | 1975, 1976, 2001                   |
| Chelsea                | 2       | 3      | 1998, 2021                         | 2012, 2013, 2019                   |
| Ajax [B]               | 2       | 1      | 1973, 1995                         | 1987                               |
| Anderlecht             | 2       | 0      | 1976, 1978                         | –                                  |
| Valencia               | 2       | 0      | 1980, 2004                         | –                                  |
| Juventus               | 2       | 0      | 1984, 1996                         | –                                  |
| Sevilla                | 1       | 6      | 2006                               | 2007, 2014, 2015, 2016, 2020, 2023 |
| Manchester United      | 1       | 3      | 1991                               | 1999, 2008, 2017                   |
| Porto                  | 1       | 3      | 1987                               | 2003, 2004, 2011                   |
| Dynamo Kyiv            | 1       | 1      | 1975                               | 1986                               |
| Nottingham Forest      | 1       | 1      | 1979                               | 1980                               |
| Paris Saint-Germain    | 1       | 1      | 2025                               | 1996                               |
| Aston Villa            | 1       | 0      | 1982                               | –                                  |
| Aberdeen               | 1       | 0      | 1983                               | –                                  |
| Steaua București       | 1       | 0      | 1986                               | –                                  |
| Mechelen               | 1       | 0      | 1988                               | –                                  |
| Parma                  | 1       | 0      | 1993                               | –                                  |
| Lazio                  | 1       | 0      | 1999                               | –                                  |
| Galatasaray            | 1       | 0      | 2000                               | –                                  |
| Zenit Saint Petersburg | 1       | 0      | 2008                               | –                                  |
| Manchester City        | 1       | 0      | 2023                               | –                                  |
| Hamburg                | 0       | 2      | –                                  | 1977, 1983                         |
| PSV Eindhoven          | 0       | 1      | –                                  | 1988                               |
| Sampdoria              | 0       | 1      | –                                  | 1990                               |
| Red Star Belgrade      | 0       | 1      | –                                  | 1991                               |
| Werder Bremen          | 0       | 1      | –                                  | 1992                               |
| Arsenal                | 0       | 1      | –                                  | 1994                               |
| Real Zaragoza          | 0       | 1      | –                                  | 1995                               |
| Borussia Dortmund      | 0       | 1      | –                                  | 1997                               |
| Feyenoord              | 0       | 1      | –                                  | 2002                               |
| CSKA Moscow            | 0       | 1      | –                                  | 2005                               |
| Shakhtar Donetsk       | 0       | 1      | –                                  | 2009                               |
| Internazionale         | 0       | 1      | –                                  | 2010                               |
| Villarreal             | 0       | 1      | –                                  | 2021                               |
| Eintracht Frankfurt    | 0       | 1      | –                                  | 2022                               |
| Atalanta               | 0       | 1      | –                                  | 2024                               |
| Tottenham Hotspur      | 0       | 1      | –                                  | 2025                               |

### Theo quốc gia
| Quốc gia     | Vô địch | Á quân | Tổng |
| ------------ | ------- | ------ | ---- |
| Tây Ban Nha  | 17      | 15     | 32   |
| Anh          | 10      | 11     | 21   |
| Ý            | 9       | 5      | 14   |
| Bỉ           | 3       | 0      | 3    |
| Đức [C]      | 2       | 8      | 10   |
| Hà Lan [B]   | 2       | 3      | 5    |
| Bồ Đào Nha   | 1       | 3      | 4    |
| Nga          | 1       | 1      | 2    |
| Liên Xô [D]  | 1       | 1      | 2    |
| Romania      | 1       | 0      | 1    |
| Scotland [B] | 1       | 0      | 1    |
| Thổ Nhĩ Kỳ   | 1       | 0      | 1    |
| Pháp         | 1       | 1      | 2    |
| Ukraina      | 0       | 1      | 1    |
| Nam Tư       | 0       | 1      | 1    |
| Tổng         | 50      | 50     | 100  |

Notes
- A. ^  Giải không tổ chức vào các năm 1974, 1975, 1981.[4]
- B. ^  Ngoại trừ giải đấu đầu tiên năm 1972 không được UEFA công nhận như một giải đấu chính thức.[4]
- C. ^  Bao gồm các đội Tây Đức. Không có đội Đông Đức nào từng dự giải.
- D. ^  Các đội Liên Xô dự trận chung kết đều là của Ukrainian SSR.

## Kỷ lục cá nhân
- Cầu thủ vô địch nhiều nhất: Dani Carvajal và Luka Modrić (mỗi người 5 lần)[28][29]
- Cầu thủ thi đấu nhiều nhất: Roberto Donadoni và Alessandro Costacurta (mỗi người 8 trận)[30]
- Huấn luyện viên giành nhiều chiến thắng nhất: Carlo Ancelotti (4 trận thắng)[31]
- Huấn luyện viên tham gia nhiều trận chung kết nhất: Alex Ferguson và Carlo Ancelotti (mỗi người 4 trận chung kết)[32][33]
- Cầu thủ ghi bàn hàng đầu: Arie Haan, Oleg Blokhin, David Fairclough, Gerd Müller, Rob Rensenbrink, François Van Der Elst, Terry McDermott, Radamel Falcao và Lionel Messi (mỗi người 3 bàn)[34][35]
- Bàn thắng nhanh nhất của một cầu thủ: Phút thứ 1 (49 giây), Diego Costa, vào lưới Real Madrid vào ngày 15 tháng 8 năm 2018[36]
- Cầu thủ duy nhất được vinh danh là cầu thủ xuất sắc nhất trận hơn một lần: Lionel Messi (2009, 2015)[37][38]

## Hat-trick
- Cầu thủ duy nhất lập hat-trick trong trận chung kết hai lượt: Terry McDermott, gặp Hamburger SV ngày 6 tháng 12 năm 1977[39]
- Cầu thủ duy nhất lập hat-trick trong một trận chung kết: Radamel Falcao, gặp Chelsea vào ngày 31 tháng 8 năm 2012[40]